# Aleksandr Litowski
Aleksandr Litowski (Александр Литовский; ur. 3 listopada 1972 w obwodzie amurskim) – rosyjski piłkarz ręczny środkowy rozgrywający. Obecnie trener grup młodzieżowych PGE VIVE Kielce.
Jest wychowankiem Poljota Czelabińsk. Następnym jego klubem było Kuncewo Moskwa. Od sezonu 1998/1999 reprezentował Iskrę Kielce (później Vive Kielce). Z kieleckim klubem dwukrotnie sięgnął po Mistrzostwo Polski. Po sezonie 2003/2004 przeniósł się do holenderskiego RED-RAG/Tachos Waalwijk, w którym występował do końca sezonu 2005/2006. Od września 2006 zajął się trenowaniem grup młodzieżowych w Vive Kielce.
Na początku marca 2007 roku, po zwolnieniu Zbigniewa Tłuczyńskiego ze stanowiska szkoleniowca pierwszej drużyny, razem z Radosławem Wasiakiem zostali trenerami Vive Kielce. Litowski w sezonie 2007/2008 stał się samodzielnym trenerem - Radosław Wasiak został dyrektorem do spraw sportowych. Na stanowisku pierwszego szkoleniowca wytrwał jednak tylko do listopada, gdyż po przegranym meczu 10 kolejki z jednym z najsłabszych zespołów ligi Techtransem Elbląg oddał się do dyspozycji zarządu. Zastąpił go Aleksander Malinowski, a Litowski został jego asystentem. Później ponownie zajął się trenowaniem grup młodzieżowych w klubie.
Aleksandr Litowski jest absolwentem Centralnej Akademii Wychowania Fizycznego w Moskwie. Studiował na kierunku trenerskim o specjalizacji piłka ręczna.

## Osiągnięcia
- Złoty medal Mistrzostw Polski:  1999, 2003
- Srebrny medal Mistrzostw Polski:   2004
- Brązowy medal Mistrzostw Polski:  2001
- Puchar Polski:  2000, 2003, 2004
- Finalista Pucharu Polski:  2001, 2002
- Brązowy medal Mistrzostw Holandii:  2006